# 西里西托
西里西托（西班牙語：Ciricito），是巴拿馬的城鎮，位於該國中部，由科隆省的科隆區負責管轄，面積64.3平方公里，海拔高度27米，2010年人口2,900，人口密度每平方公里45.1人。